# Карлос Саинз
Карлос Саинз (шп. Carlos Sainz Cenamor; рођен 12. априла 1962. у Мадриду, Шпанија) је шпански професионални рели возач. Светско првенство у релију освојио је 1990. и 1992. Службено се повукао по завршетку сезоне 2004/2005, али се вратио следеће сезоне наступајући за екипу Ситроена уместо Франсоа Дивала. Заузео је 4. и 3. место иако је тада имао 43 године. Његов син, Карлос Саинс јуниор, такмичи се у формули 1.

## Спортска биографија
Такмичио се у релијима од 1980. до 2005. На Светском првенству у релију први пут се такмичио 1987. возећи Форд. Био је светски првак у релију 1990. и 1992. возећи за Тојоту ГТ-Фор. Екипни првак је био наступајући за Субару (1995), Тојоту (1999) и Ситроен (2003, 2004 и 2005). Карлос Саинз је један од ретких возача који при вожњи не користи леву ногу будући да додаје гас и кочи само десном ногом.